# Ли (приток Темзы)
Ли (англ. Lee или Lea) — река в Англии, впадает в Темзу на юге Лондона.
Длина реки 68 километров. На ней находится город Лутон. Поскольку уже в XVII веке вода в Темзе была сильно загрязнена, река Ли вплоть до XIX века становится важным источником питьевой воды в Лондоне. Река Ли использовалась для подвоза стройматериалов в ходе строительства ряда объектов Олимпийской деревни игр 2012 года.
Эстуарий реки Ли при впадению в Темзу (ок. 3,6 км) подвержен приливам и известен как Боу-Крик (англ. Bow Creek).